# Крајпуташ Милосаву Јаћимовићу (†1815) у Марковици
Крајпуташ Милосаву Јаћимовићу (†1815) у Марковици налази се у центру села Марковица, Општина Лучани. Подигао га је Јован Милосављевић из Пухова своме оцу је Милосаву Јаћимовићу учеснику Другог српског устанка који је погинуо 1815. године у Ужицу борећи се са Турцима.
Крајпуташ је рад драгачевског каменоресца Радосава Чикириза из Ртију. Обележје је обновљено 1932. године, о чему сведочи накнадно уклесан натпис.

## Опис и стање споменика
Крајпуташ је у облику стуба од жућкастог пешчара. На предњој страни изнад натписа урезан је крст са Христовим иницијалима ИС ХС. У правоугаоном пољу надвишеним луком, крупним, читким словима предвуковског писма уписан је текст епитафа. Натпис се наставља испод. На полеђини, испод готово равнокраког крста, накнадно је уклесан текст о обнови.
Споменик је добро очуван, прекривен патином и лишајем.

## Епитаф
На источној страни споменика, окренутој ка Овчару пише:
Овај билег удари Јован Милосављевић из села Пуова отцу своему Милосаву Јаћимовићу, крабром Србину кои је за веру и отечество србско јуначки борећи се с Турцима на битки ужичкој погинуо 1815. л. авг. :5. дњ.
Са друге стране, испод крста, накнадно је уклесано:
Спомен му понови Ранко Поповић кмет с. Дучаловића и председник општ. Дучаловачке Драгутин Обрадовић 1932. г.
Дослован препис епитафа гласи:
ОВАИ
БЫЛѢГЬ УДА
РИ İОВАН Мİ
ЛОСАВЛЕВİЋ
ИЗ СЕЛА ПУО
ВА ОТЦУ СВО
ЄМУ МИЛОСАВУ
ЯЋИМОВИ
ЋУ КРАБРОМ
СРБИНУ КОİЕ
ЗА ВѢРУ İ ОТЕ
ЧЕСТВО СРБ
СКО ЮНАЧКИ
БОРЕЋИ СЕ
С ТУРЦЬİМА
НА БИТКИ
УЖИЧКОЙ
ПОГИНУО
1815.Л:
АВГ: 5.ДНЬ